# 富田高慶
富田高慶（とみた こうけい/たかよし、1814年7月17日（文化11年6月1日） - 1890年（明治23年）1月5日）は、相馬中村藩士である。陸奥相馬中村藩士・齋藤（富田）嘉隆の次男。通称は久助。字は弘道。任斎と号する。二宮尊徳の娘婿。
藩世継の相馬充胤の近侍となるが、藩復興の志のもと江戸に出る。1839年（天保10年）6月1日、入門。4大門人の1人で、報徳仕法を支えた。尊徳の片腕として活躍し、1852年（嘉永5年）に尊徳の娘・文子と結婚するが、翌年出産で帰った実家にて母子ともに亡くなった。日光仕法、相馬仕法に従事した。相馬仕法は尊徳の代理として、1845年（弘化2年）から廃藩置県まで領内226村のうち101村を対象に行い成果を得た。維新時、尊徳の嫡男（次子）二宮尊行一家とともに相馬に移住した。1869年（明治2年）、相馬中村藩家老上席および政治総裁となった。廃藩置県後は、1877年（明治10年）に興復社を設立し社長となった。また、尊徳没後「報徳記」「報徳論」を著した。1890年（明治23年）、77歳で没する。二宮尊行の次男の高英を婿養子とした。
1908年（明治41年）、従五位を追贈された。